# Tanjung Pasir (Pangkalan Susu)
Tanjung Pasir is een bestuurslaag in het regentschap Langkat van de provincie Noord-Sumatra, Indonesië. Tanjung Pasir telt 3902 inwoners (volkstelling 2010).